# Marinierskapel der Koninklijke Marine

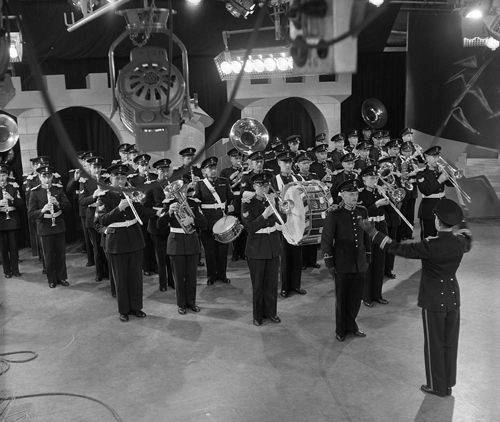
Die Marinierskapel im Jahr 1959

Die Marinierskapel der Koninklijke Marine (auch kurz Marinierskapel) ist ein Militärorchester in sinfonischer Blasorchesterbesetzung der Koninklijke Marine der Niederlande.
Das Orchester wurde am 1. August 1945 gegründet und ist in der Kaserne der Marine in Rotterdam stationiert. Es geht zurück auf eine lange Tradition in der Militärmusik. Bereits bei Gründung der niederländischen Marine 1665 existierten in der Marine Trommler, etwa 1699 kamen Bläser hinzu.
Zum heutigen Orchester gehören eine Steelband und ein Spielmannszug.

## Dirigenten
- 1945–1957: Major Gijsbert Nieuwland
- 1957–1964: Kapitän Henk C. van Lijnschooten
- 1964–1975: Major Johannes Petrus Laro
- 1975–1986: Kapitänleutnant Jaap J. Koops
- 1986–1995: Major Gert D. Buitenhuis
- 1995–2000: Major Maurice W.M. Hamers
- 2001–2001: Leutnant zur See der ersten Klasse D. Roelofsen
- 2001–2008: Major Pieter J.P.M. Jansen
- 2009–2013: Major Harmen Cnossen
- 2013–2017: Major Peter Kleine Schaars
- seit 2017: Major Arjan Tien

## Diskografie
- Symphony of winds, HaFaBra Music
- 100% Marinierskapel (8 CD), Naval Records
- Marines Marching on
- Dutch Military Marches (3 CD)
- Marine Band in Egerland, Naval Records
- It’s so nice to meet The Brazz Brothers
- Van Retraite tot Taptoe
- Marching Marines
- Marines in the Mood
- Masters of Show
- Wait of the World
- Zorg dat je erbij komt
- Steelband korps Mariniers / DMSB Dutch Marine Steelband: Take a Break
- Steelband korps Mariniers / DMSB Dutch Marine Steelband: Jump for Joy